# Diecinueve de Junio
Diecinueve de Junio (o 19 de Junio), también conocido como Averías, es una localidad uruguaya del departamento de Lavalleja.

## Ubicación
La localidad se encuentra situada en la zona noreste del departamento de Lavalleja, a orillas del río Cebollatí, límite con el departamento de Rocha, junto al paso denominado Averías, y sobre la ruta 14 km 273. Dista 14 km de la ciudad de Lascano y 27 km de la ciudad de José Pedro Varela.

## Población
Según el censo de 2011 la localidad contaba con una población de 55 habitantes.
| -             | 62 | 55 |
| (Fuente: INE) |    |    |

## Economía
Las principales actividades de la zona son la agricultura y la ganadería, siendo la cosecha de arroz una fuente de trabajo zafral para la zona. Otras fuentes de trabajo son las tareas rurales en establecimientos agropecuarios, mientras que algunos habitantes se dedican a la pesca artesanal.

## Lugares de interés
La localidad se encuentra a orillas del río Cebollatí, zona donde este río posee playas naturales de finas arenas. Estas playas atraen a miles de personas durante el verano, principalmente provenientes de las ciudades más cercanas de Lascano y Varela.
Otro lugar de interés es el puente de la ruta 14 sobre el río Cebollatí, denominado Tomás Cacheiro por ley 18.373 del 17 de octubre de 2008, en homenaje al docente que se estableció en la zona durante la época de la dictadura.